# Departamento de Minas (kommun i Argentina, Córdoba)
Departamento de Minas är en kommun i Argentina.   Den ligger i provinsen Córdoba, i den centrala delen av landet, 800 km nordväst om huvudstaden Buenos Aires. Antalet invånare är 4 881. Arean är 3 730 kvadratkilometer.
Terrängen i Departamento de Minas är varierad.
Omgivningarna runt Departamento de Minas är i huvudsak ett öppet busklandskap. Trakten runt Departamento de Minas är nära nog obefolkad, med mindre än två invånare per kvadratkilometer.